# يهودا بورلا

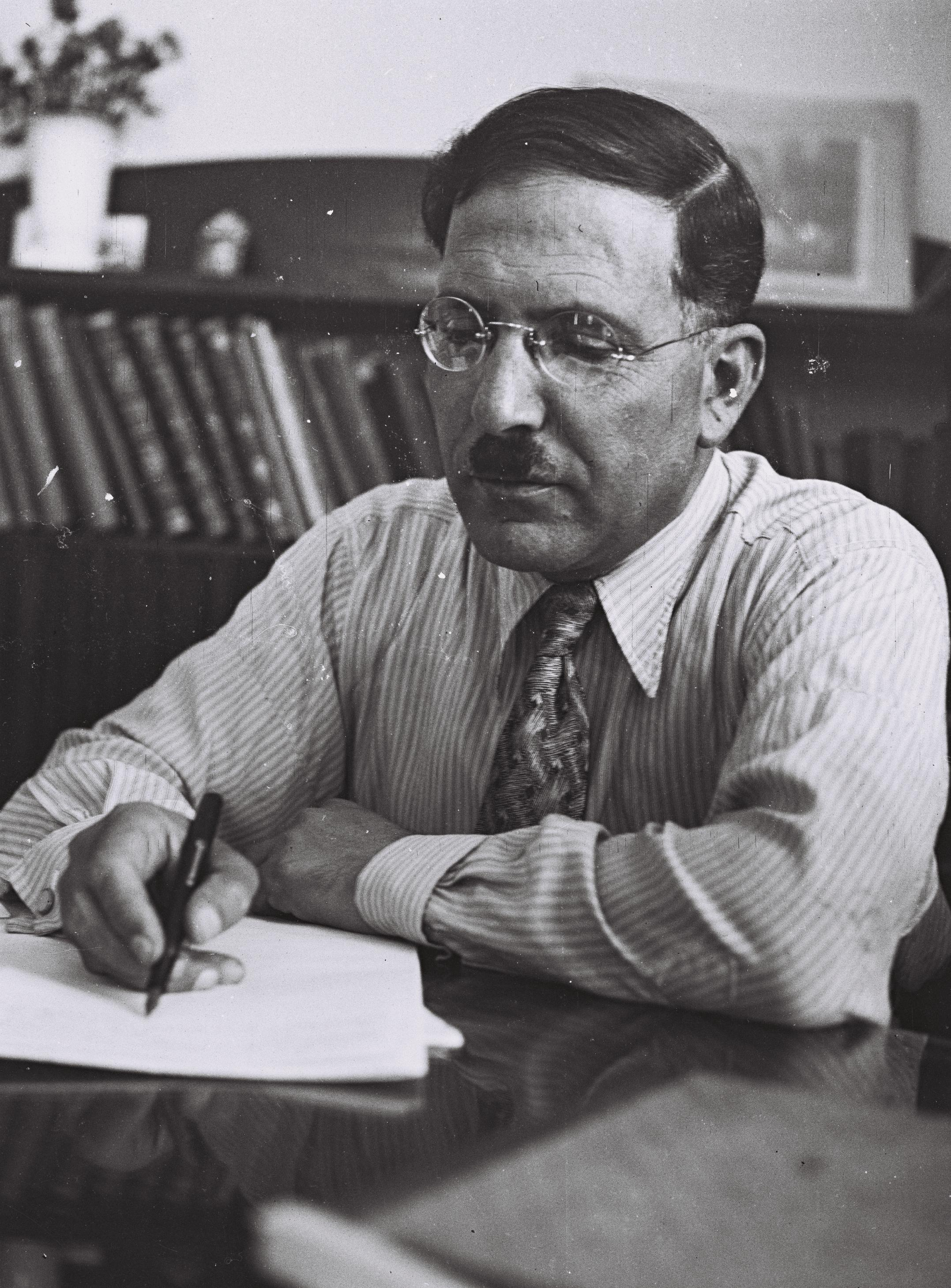
يهودا بورلا عام 1936

يهودا بورلا (بالعبرية: יהודה בורלא‏) (من مواليد 18 سبتمبر 1886 وتوفي في 7 نوفمبر 1969) كان كاتبًا إسرائيليًا.
في عام 1961 نال جائزة إسرائيل للأدب .

## سيرة شخصية
ولد بورلا عام 1886 في القدس، التي كانت آنذاك جزءًا من الإمبراطورية العثمانية، لعائلة يهودية سفاردية ذات جذور حاخامية، نتنحدر من مدينة إزمير التركية. عاش في طفولته في حي عزرات يسرائيل بالقرب من تقاطع طريق يافا وشارع الملك جورج . حتى سن الثامنة عشر تلقى تعليما دينيا، حيث كان يدرس في مدارس دينية من نوع اليشيفا وبيت مدراش. بعد تخرجه من مدرسة «عزرا» للمعلمين في القدس، بدأ الانخراط في التدريس والعمل الإداري في مدارس مختلفة تابعة للمنظمة الصهيونية.
خلال الحرب العالمية الأولى، خدم بورلا في الجيش التركي كمترجم، وبعد الحرب، درّس في المدرسة العبرية في دمشق، حيث عاش لمدة خمس سنوات. واصل التدريس حتى عام 1944، عندما بدأ العمل في الحكومة وكان في مرحلة ما رئيس القسم العربي في الهستدروت.
وأبناؤه: عوديد بورلا كاتب وشاعر وفنان، ويائير بورلا كاتب ومترجم، وعوفرا أدار بورلا كاتبة ومترجمة، وزوريا بن نون.

## الجوائز

يهودا بورلا وعائلته عام 1949

- حصل بورلا مرتين على جائزة بياليك للأدب في عامي 1939 و 1954.[5]
- في عام 1961 نال جائزة إسرائيل للأدب .[2]

## إرثه
سمي أحد الشوارع الرئيسية في حي نايوت في مدينة القدس باسمه وهو شارع يهودا بورلا.

## الأعمال المنشورة
- لونا - 1926
- الوطن المسحور - 1926
- بلا نجوم - 1927 (مترجم إلى الفرنسية - 1933)
- زوجته المكروهة - 1928
- في الكفاح في الظلام - 1929 (مترجم إلى العربية - 1955، والإنجليزية - 1968)
- قصص - 1929
- بات صهيون - 1930
- سنجر - 1930
- نعمه - 1934
- في القداسة أو الحب - 1935
- مغامرات أكافيا - 1939 (مترجمة إلى الروسية - 1980)
- حيل المدينة - 1939
- آدم - 1943
- في الأفق - 1943
- في الفجر - 1946
- نساء - 1949
- توم وماري
- في دوائر الحب - 1953
- السنونو الأولى - 1954
- الشوق - 1955
- رحلات يهوذا هليفي - 1959
- الحاخام يهودا هليفي - 1960
- سباركلز - 1961
- الكرامة - 1962
- أعمال مجمعة - 1962
- قصتا حب خاصتين - 1964
- زحف في - 1965
- في المد والجزر المنخفض - 1971
- قصص مجمعة - 1975
- مملكة داود - 1978